# We Didn't Know
We Didn't Know è un duetto di Whitney Houston e Stevie Wonder, estratto come singolo dal terzo album della Houston I'm Your Baby Tonight.
Il singolo ha raggiunto la posizione #20 della classifica Billboard's Hip Hop/R&B Singles chart. Non è stato prodotto alcun video per il brano.
La canzone racconta di due amici che scoprono di provare un sentimento di amore l'uno nei confronti dell'altra, cosa che "non sapevano" ("didn't know" in inglese).